# Josep Pujargimzú
Josep Pujargimzú (ur. ???? - zm. ????) – hiszpański duchowny katolicki, wikariusz diecezji Seo de Urgel i zarazem tymczasowy współksiążę episkopalny Andory od 30 kwietnia 1907 do 11 czerwca 1907.